# Gervaise (film)
Gervaise è un film del 1956 diretto da René Clément, tratto dal romanzo L'ammazzatoio (L'Assommoir) di Émile Zola.
Fu presentato in concorso alla Mostra del cinema di Venezia 1956, dove Maria Schell fu premiata con la Coppa Volpi per la migliore interpretazione femminile.
Fu candidato ai Premi Oscar 1957 come miglior film straniero e il National Board of Review of Motion Pictures lo inserì nella lista dei migliori film stranieri dell'anno.

## Trama
Parigi, 1852. Le disgrazie e il declino di Gervaise, una lavandaia abbandonata con i suoi giovani figli Étienne e Claude dal suo amante Lantier. Diventa la moglie di Coupeau, un coraggioso operaio roofer il cui incidente lo condanna all'inerzia, all'alcolismo e alla malattia. Hanno una figlia, Nana. Nonostante il suo coraggio e anche l'amicizia e l'amore del fabbro Goujet, Gervaise non può lottare contro l'avvilimento di Coupeau che distrugge la lavanderia, conquistata a fatica, che era la sua ragione di vita. L'odio e la perfidia di Virginie, alla quale la legava una vecchia storia, e la condizione sociale degli operai dell'epoca, la fanno sprofondare nell'alcolismo, mentre la piccola Nana è abbandonata a se stessa e alla strada.

## Curiosità
L'azione si svolge alla fine dell'Ottocento, ma nel film si scorge per due volte un'antenna della televisione.

## Riconoscimenti
- 1956 - 21ª Mostra internazionale d'arte cinematografica di Venezia
  - Coppa Volpi per la migliore interpretazione femminile (Maria Schell)
  - Premio FIPRESCI
- 1957 - Premi BAFTA
  - Miglior film straniero
  - Miglior attore straniero (François Périer)